# Jewgienij Sławinski
Jewgienij Iosifowicz Sławinski (ros. Евгений Иосифович Слави́нский, ur. 1877, zm. 1950) – rosyjski i radziecki operator filmowy. Jeden z założycieli rosyjskiej szkoły operatorów filmowych. 

## Życiorys
Po II wojnie światowej pracował jako operator w studio Mosfilm. Wykładowca WGIK. Wśród jego uczniów był m.in. Leonid Kosmatow. 

## Wybrana filmografia
- 1916: Dama pikowa
- 1923: Ślusarz i kanclerz
- 1926: Czterdziesty pierwszy
- 1926: Zatoka śmierci
- 1929: Turksib